# Paranarthrurella voeringi
Paranarthrurella voeringi is een naaldkreeftjessoort. De wetenschappelijke naam van de soort werd in 1877 voor het eerst geldig gepubliceerd door Georg Ossian Sars.